# فرنسيسكو مورا (لاعب كرة قدم)
فرنسيسكو مورا (بالبرتغالية: Francisco Moura‏) هو لاعب كرة قدم برتغالي في مركز الدفاع، ولد في 16 أغسطس 1999 في براغا في البرتغال. لعب مع S.C. Braga B ‏.

## وصلات خارجية
- فرنسيسكو مورا على موقع قاعدة بيانات كرة القدم.إي يو (الإنجليزية)
- فرنسيسكو مورا على موقع Soccerway.com (الإنجليزية)
- فرنسيسكو مورا على موقع عالم كرة القدم.نت (الإنجليزية)